# Sinfonie KV 76 (Mozart)
Die Sinfonie F-Dur Köchelverzeichnis 76 ist eine klassische Sinfonie in vier Sätzen, die möglicherweise von Wolfgang Amadeus Mozart komponiert wurde.

## Allgemeines

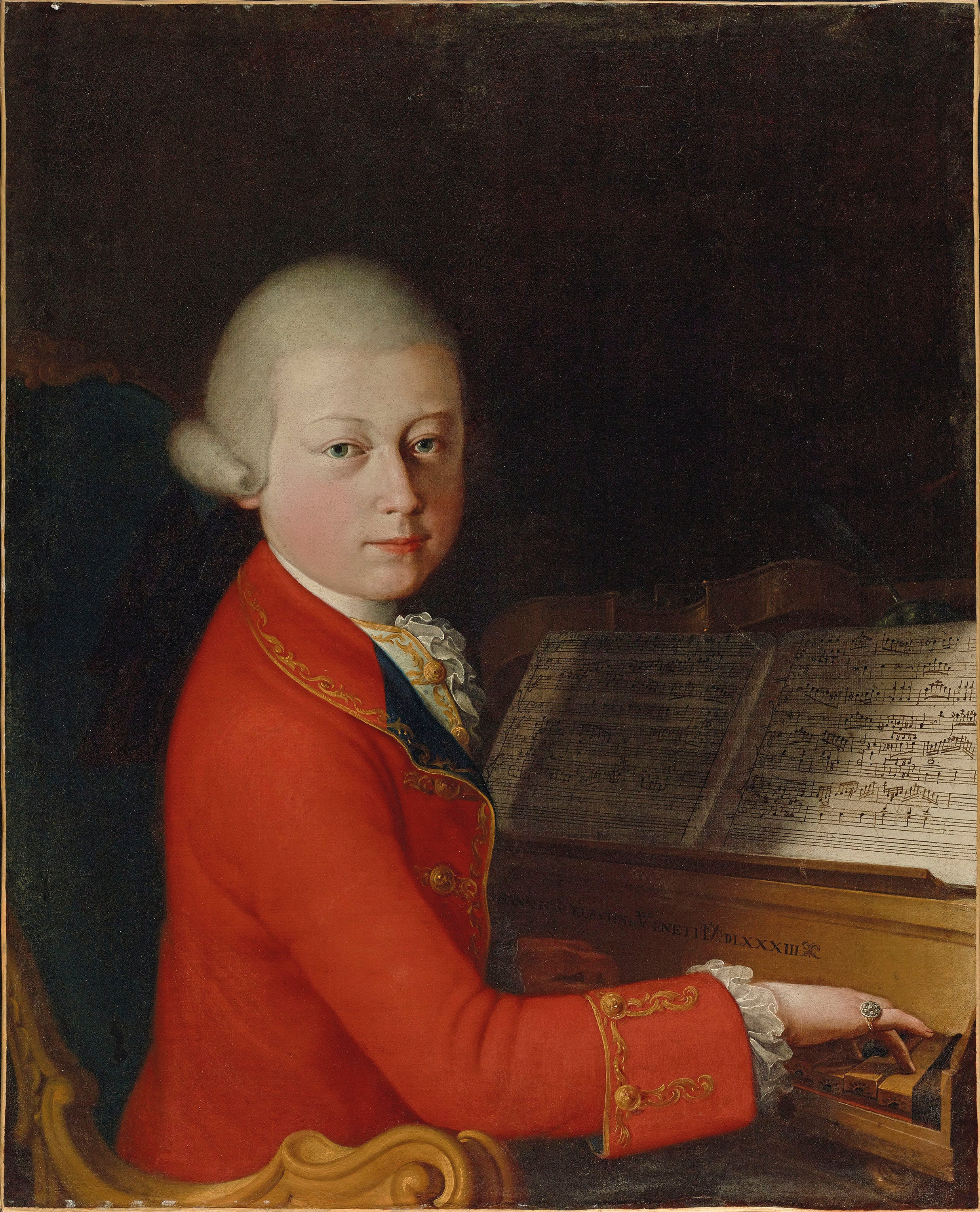
Mozart im Jahr 1770

Von dieser Sinfonie existiert kein Autograph. Die einzige Quelle war ein Stimmensatz aus dem Archiv des Verlegers Breitkopf & Härtel, der im Zweiten Weltkrieg jedoch vernichtet wurde.
- Otto Jahn[2] verweist in seiner Mozart-Biographie[3] auf den Fund von 20 Mozart zugeschriebenen Sinfonien aus dem Archiv von Breitkopf & Härtel. Köchel folgte dieser Auffassung und sah KV 76 als authentisches Werk Mozarts an. Jahns Zuschreibung zu Mozart basiert auf der „Mozartiana-Sammlung“ von Johann Andrés, in der zehn der 20 Werke enthalten sind und deshalb für echt gehalten wurden, weil sie direkt von Mozarts Witwe kamen. Zwei weitere dieser Werke sind sinfonische Versionen der Ouvertüren zu Lucio Silla KV 135 und Il sogno di Scipione KV 126, daher könnten die übrigen acht Stücke ebenfalls authentisch sein. Jahn datierte KV 76 mit „177?“, Köchel dagegen mit „vielleicht 1769“.
- Wyzewa und Saint-Foix (1912)[4] datieren die Sinfonie dagegen zwischen den 1. Dezember 1766 und den 1. März 1767 und schlossen aus der angeblichen Ähnlichkeit des ersten Satzes mit der Ouvertüre zu „Die Schuldigkeit des ersten Gebots“ KV 35 und Vergleichen mit Mozarts frühesten Sinfonien, dass KV 76 „vor der Ouvertüre komponiert wurde, vielleicht um den Dezember 1766. Es handelt sich um ein längeres Stück, das er (…) als Kind mit größter Sorgfalt schrieb, um es bei seinem Lehrer und seinen Landsleuten herumzuzeigen und zu beweisen, was er auf der großen Reise (Paris, London, Holland) dazugelernt hatte.“ Zaslaw (1988)[1] bezeichnet diese Deutung jedoch als „reine Phantasterei“.
- Abert (1955)[5] bezweifelt die von Wyzewa und Saint-Foix (1912) beschriebenen Ähnlichkeiten, da sich die  Durchführung der Ouvertüre von KV 35 auf das Hauptthema beziehe, beim Kopfsatz von KV 76 jedoch auch vom Hauptthema abschweife. Einerseits verweise der Anklang an ein Thema von Jean-Philippe Rameau im letzten Satz (siehe dort) auf die zeitliche Nähe nach der ersten großen Reise (Holland, London, Paris), andererseits zeige die [von Abert angenommene spätere] Einfügung des Menuetts nach Süddeutschland. Abert vermutet, dass das Werk „entweder schon in Salzburg oder doch unmittelbar darauf in Wien entstanden ist.“
- Einstein (1937)[6] schreibt in der dritten Auflage des Köchelverzeichnisses (die Einschätzung wurde in der sechsten Auflage des Köchelverzeichnisses von 1964[7] übernommen):  „Uns erscheint das Rätsel dieser Sinfonie noch nicht als gelöst; das Menuetto ist von einer verhältnismässig so viel größeren Reife als die primitiven drei anderen Sätze, das man annehmen möchte, es sei nachkomponiert“. Da Einstein allgemein der Ansicht war, Wiener Sinfonien hätten fast stets vier Sätze gehabt und Mozart die für andere Orte komponierten Sinfonien durch Einfügen von Menuetten den Wiener Verhältnissen anzupassen versucht habe, folgert er wahrscheinlich aus diesem Grund, dass die (vermutete) Erweiterung durch Menuett und Trio für eine der Wienreisen vorgenommen wurde[1], weist als Entstehungszeit „angeblich im Herbst 1767 in Wien“ aus und vergibt für das Werk die angepasste KV-Nummer 42a.
- Die Musikforscher Gerhard Allroggen und darauf aufbauend Cliff Eisen vermuten aufgrund von Stilmerkmalen, dass Leopold Mozart der Komponist von KV 76 sein könnte.[8]

Die Alte Mozart-Ausgabe (erschienen 1879-1882) führt 41 Sinfonien mit der Nummerierung von 1 bis 41. Weitere Werke wurden bis 1910 in Ergänzungsbänden veröffentlicht. Die darin enthaltenen Sinfonien sind manchmal mit den Nummern 42 bis 55 bezeichnet (KV 76 hat die Nummer 43), auch wenn es sich um frühere Werke als Mozarts letzte Sinfonie KV 551 von 1788 handelt, die nach der Alten Mozart-Ausgabe die Nummer 41 trägt.
Wie auch die Entstehung und Autorschaft, wird auch die musikalische Qualität von KV 76 unterschiedlich beurteilt:
- Wyzewa und Saint-Foix (1912) sprechen generell von einer „großen Sorgfalt“ (siehe oben);
- Einstein (1937)[6] lobt den dritten Satz, bezeichnet die anderen Sätze jedoch als „primitiv“ (siehe oben);
- Zaslaw (1988)[1] bezeichnet die Sinfonie als „attraktiv“, das Andante als „reizend“ und hebt die „Schönheit“ des Menuetts hervor;
- Sadie (2006)[9] spricht dagegen generell von „Schwachheit“, wertet die Pizzicato-Passagen im zweiten Satz als „schwerfällig“ und die Harmonik im Menuett als „ungeschickt“[10] ab.

## Zur Musik
Besetzung: zwei Oboen, zwei Hörner in F, zwei Fagotte, zwei Violinen, Viola, Cello, Kontrabass. Als Besonderheit sind hier die beiden separat in der Partitur notierten Fagotte hervorzuheben, die sonst wie damals üblich unausgeschrieben mit zur Verdoppelung der Bass-Stimme eingesetzt wurden. Sofern im Orchester vorhanden, wurde zudem ein Cembalo als Continuo zur Verstärkung des Basses eingesetzt.
Aufführungsdauer:  ca. 15 Minuten
Bei den hier benutzten Begriffen in Anlehnung an die Sonatensatzform ist zu berücksichtigen, dass dieses Schema in der ersten Hälfte des 19. Jahrhunderts entworfen wurde (siehe dort) und von daher nur mit Einschränkungen auf KV 76 übertragen werden kann. Die Sätze 1, 2 und 4 entsprechen noch mehr der zweiteiligen Form, bei der der zweite Satzteil als modifizierter Durchlauf des ersten („Exposition“) angesehen wird. – Die hier vorgenommene Beschreibung und Gliederung der Sätze ist als Vorschlag zu verstehen. Je nach Standpunkt sind auch andere Abgrenzungen und Deutungen möglich.

### Erster Satz: Allegro maestoso
F-Dur, 4/4-Takt, 77 Takte
Der Satz eröffnet – ungewöhnlich für eine Sinfonie dieser Zeit – mit dem ersten Thema im Piano, also nicht wie sonst üblich im Forte. Es basiert auf der kadenzartigen Abfolge von Tonika F-Dur, Subdominante B-Dur und Dominante C-Dur (letztere mit Septime: C-Dur – Septakkord) mit stimmführender 1. Violine, während die übrigen Instrumente lediglich mit der Grundharmonie begleiten: 
Die Audiowiedergabe wird in deinem Browser nicht unterstützt. Du kannst die Audiodatei herunterladen.
Diese viertaktige Folge wird wiederholt. Ab Takt 9 schließen sich mehrerer kleiner Motive an: energisches Motiv mit Tonwiederholung (1. Violine) und Sechzehntel-Lauf abwärts (2. Violine); Synkopen-Passage und Modulation zur Dominante C-Dur; kurze Kadenz, anfangs nur Oboen stimmführend; dann „Kratzfüße“ (Vorschlagsfiguren) und eine im Tremolo aufsteigende Linie (je nach Sichtweise als zweites Thema interpretierbar); Motiv mit pochendem Rhythmus und Sechzehntel-Lauf aufwärts, das Motiv läuft versetzt durch die Streicher und wird dann im Bass abwärts sequenziert. Die Schlussgruppe mit ihrem floskelhaften Motiv beendet die Exposition mit Akkordschlägen in der Dominante C-Dur. 
Der zweite Satzteil („Durchführung)“ beginnt zunächst wie die Exposition, jedoch von der Dominante C-Dur aus. Das energische Motiv mit Tonrepetition analog Takt 9 wird variiert, und ab Takt 47 wechselt Mozart mit einem neuen Motiv aus Triole, Dissonanzen und Synkopen sowie einem kurzen Dialog zwischen den Violinen und den Bläsern nach d-Moll. In Takt 57 ff. folgt das „zweite Thema“ in d-Moll. Über eine Tremolo mit Chromatik wechselt Mozart dann wieder zurück zur Tonika F-Dur, in der das Motiv analog Takt 23 ff. vorgetragen wird. Der restliche Satzverlauf entspricht strukturell dem der Exposition, ist nun aber auf die Tonika F-Dur und nicht auf die Dominante C-Dur bezogen. Je nach Sichtweise kann man den Eintritt der „Reprise“ in Takt 67 (Erreichen der Tonika) sehen oder aber den ganzen Satz als zweiteilige Form betrachten (s. o.). Auch der zweite Teil wird wie die Exposition wiederholt.
Ungewöhnlich ist neben dem Satzbeginn im Piano die Verwendung der Bläser:
- Zwei separat notierte Fagotte anstelle von einem den Bass verdoppelnden, das nicht separat notiert ist (gilt für die ganze Sinfonie). Die Fagotte sind teilweise mit stimmführend bzw. mit kurzen Soli eingesetzt (z. B. Takt 9, Takt 17, Takt 53-54).
- Normalerweise beginnt und endet die Exposition des Kopfsatzes in Mozarts frühen Sinfonien (wie auch in Sinfonien dieser Zeit allgemein) mit einer Forte-Passage des ganzen Orchesters, unterbrochen von einem kontrastierenden Abschnitt im Piano, in denen einige oder alle Bläser schweigen (im zweiten Thema). Doch in diesem Satz haben die Bläser keine Pause und verleihen dem Satz von Anfang bis Ende ein „untypisches, einheitliches Timbre“.[1]

### Zweiter Satz: Andante
B-Dur, 3/4-Takt, 51 Takte, ohne Oboen
Die Audiowiedergabe wird in deinem Browser nicht unterstützt. Du kannst die Audiodatei herunterladen.
Am Satzbeginn steht das gemählich-schreitende erste Thema im Forte mit kennzeichnendem  tiefem B im Fagott. Als Antwort folgt ab Takt 5 eine Pizzicato-Passage im Piano, die von der Klangfarbe her an eine Mandoline erinnert. Mozart wechselt hier zur Dominante F-Dur, in der die Bläser mit einem aufsteigenden Dreiklang nun das zweite Thema eröffnen. Dem aufsteigenden Akkord wird sogleich eine fallende Linie mit punktiertem Rhythmus entgegengesetzt. Als Schlussgruppe tritt eine Achtelfigur im Pizzicato / Staccato über ausgehaltenen Begleittönen im Dialog der Streicher untereinander und mit den Bläsern auf.
Der zweite Teil beginnt mit dem ersten Thema in der Dominante F-Dur und entspricht strukturell weitgehend dem ersten Teil. Allerdings ist von Takt 31-37 eine neue Passage eingefügt, die durch Modulation der Pizzicato-Passage nach g-Moll und ein Fagott-Solo angekündigt wird. Sie enthält ein durch die Instrumente wanderndes „Hüpf“- Motiv mit charakteristischem Oktavsprung. Beide Satzteile werden wiederholt.
Kennzeichnend für das „reizende“ Andante sind neben den Kontrasten (Forte-Piano, Einschub von Pizzicato-Passagen) v. a. die tiefen Farbtupfer der Fagotte.

### Dritter Satz: Menuetto
F-Dur, 3/4-Takt, 28 + 36 Takte
Das Menuett basiert auf seinem strahlenden „Vordersatz“ mit flächiger Akkordmelodik (Wechsel von F- und B-Dur) und dem kontrastierenden „Nachsatz“ mit Sechzehntel-Roller und Staccato-Vierteln.
Die Audiowiedergabe wird in deinem Browser nicht unterstützt. Du kannst die Audiodatei herunterladen.
Das Trio für Streicher und Fagott steht in d-Moll. Es greift die Figur von den ersten beiden Takten des Nachsatzes vom Menuett auf und spinnt diese fort. Die Melodie weist Ähnlichkeiten zum „Nachtwächter-Lied“ aus Tschechien auf, das z. B. auch von Joseph Haydn in dessen Sinfonie Nr. 60 zitiert wird. Durch die Chromatik, den Wechsel von Forte-Unisono und Piano sowie die Staccato-Viertel entsteht eine etwas exotische Klangfarbe. Abert (1955) meint, dass Mozart bei der thematischen Verbindung von Menuett und Trio von seinem Vater Leopold Mozart beeinflusst wurde (vgl. dazu auch die These der Urheberschaft Leopold Mozarts für KV 76, siehe oben). 
Die Audiowiedergabe wird in deinem Browser nicht unterstützt. Du kannst die Audiodatei herunterladen.

### Vierter Satz: Allegro
F-Dur, 2/4-Takt, 109 Takte
Das viertaktige Anfangsmotiv im Forte-Unisono erinnert an eine Gavotte von Jean-Philippe Rameaus „Le Temple de la Gloire“ (dritter Akt, dritter Szene). Ihm steht ein ebenfalls viertaktiger Nachsatz im Piano gegenüber. 
Die Audiowiedergabe wird in deinem Browser nicht unterstützt. Du kannst die Audiodatei herunterladen.
Das Thema wird wiederholt, wobei der Nachsatz variiert und zur Dominante C-Dur fortgeführt wird. In C-Dur steht dann auch die Abfolge mehrerer kleinerer Motive, wobei das erste den kurzen Sechzehntel-Lauf abwärts vom Themenkopf als Dialog der Violinen aufgreift (dies erinnert etwas an die Passage nach dem zweiten Thema im ersten Satz der Sinfonie KV 43).
Die „Durchführung“ beginnt mit dem ersten Thema in C. Nach dessen Wiederholung mit verändertem Nachsatz folgt das Motiv mit dem Sechzehntel-Lauf vom Themenkopf analog der Exposition, nun aber im Quintenzirkel abwärts über A-Dur, d-Moll, G-Dur und C-Dur. Eine  Tremolopassage (Takt 68 ff.) setzt dann in g-Moll an und führt über F-Dur, d-Moll und G-Dur nach C-Dur. Dabei tritt der Themenkopf versetzt in den Streichern auf (anfangs vollständiger Vordersatz des Themas im Bass). Die Motivfolge ab Takt 79 entspricht der Exposition.
In der Coda (Takt 96 ff.) wird der Themenkopf zuerst „aufwärts“ durch die Instrumente geführt (Bass – 2. Violine – 1. Violine – Oboen – Hörner), dann in seiner Umkehrung „abwärts“ (1. Violine – 2. Violine – Viola). Den Schluss bildet eine kurze Tremolopassage. Auch der zweite Teil des Satzes wird wiederholt.